# Bad Grund
Bad Grund là một thị xã ở huyện Osterode, bang Niedersachsen, Đức. Đô thị này có diện tích km². Bad Grund nằm ở phía tây Harz, cự ly khoảng 7 km về phía tây của Clausthal-Zellerfeld, và 10 km về phía bắc của Osterode am Harz.